# Settembre (film 2022)
Settembre è un film del 2022 scritto e diretto da Giulia Steigerwalt al suo debutto alla regia di un lungometraggio.
Presentato in anteprima al Bari International Film Festival, il film è stato accolto positivamente dalla critica cinematografica, ottenendo il premio alla miglior regia esordiente sia ai David di Donatello che ai Nastri d'argento. L'interpretazione di Barbara Ronchi è stata apprezzata dalla critica, portando l'attrice a vincere il suo primo David di Donatello per la migliore attrice protagonista.

## Trama
Maria, adolescente romana, rientra delle vacanze estive in città dove rivede il suo compagno di scuola Sergio. L'amico le confessa che Cristian, un ragazzo di cui Maria è sempre stata innamorata, avrebbe intenzione di uscire con lei per avere un rapporto sessuale. Nonostante la proposta non romantica, Maria accetta di incontrarlo ma entra in uno stato di panico e ansia, portando Sergio a rimanere con lei scoprendo un'attrazione e una profondità emotiva di cui non si erano mai resi conto. Contemporaneamente la madre di Sergio, Francesca, ha avuto il risultato di una delicata visita medica, portandola a cambiare radicalmente la prospettiva sulla sua vita, avvicinandosi sempre di più alla sua amica Debora, da cui è sempre stata attratta, anche grazie al rapporto sempre più confidenziale e intimo. Francesca scossa dalla nuova situazione emotiva si ritrova a bere ad un bar, dove incontra il suo medico curante Guglielmo, il quale si dimostra attento al racconto della paziente, essendo anch'egli in uno stato di crisi personale dopo il divorzio dalla moglie. L'uomo confida alla donna che l'unico contatto umano e sentimentale è Ana, prostituta pragmatica che fa sognare progetti futuri al dottore, che viene tuttavia smontato da Francesca quando racconta di un flirt tra la ragazza ed un uomo del quartiere. L'uomo decide di riappropriarsi della propria vita, uscendo dalla situazione di stallo che si era creato.

## Produzione
Il film, scritto e diretto da Giulia Steigerwalt, è stato prodotto da Matteo Rovere, Enrico Cerabino e Camilla Fava del Piano per Groenlandia e Rai Cinema. Settembre è tratto dall’omonimo cortometraggio scritto e diretto nel 2019 dalla stessa Steigerwalt. Le riprese si sono tenute tra il 2020 e il 2021 a Roma.

## Promozione
Il film è stato presentato in anteprima al Bari International Film Festival. Il trailer del film è stato reso disponibile dal 29 marzo 2022.

## Distribuzione
Il film è stato distribuito nelle sale cinematografiche italiane dal 5 maggio 2022.

## Accoglienza

### Incassi
Settembre ha incassato 333000 €.

### Critica
Il film è stato accolto con recensioni generalmente favorevoli dalla critica cinematografica.
Alessandra De Luca di Ciak scrive che il film si presenti come «un racconto corale che esplora le relazioni umane e della nostra natura più profonda», apprezzando lo script «solido, generoso con tutti i personaggi, equilibrato nel distribuire spessore alle singole storie» e con «cast eterogeneo, ma perfettamente amalgamato». Carola Proto di Comingsoon.it scrive che il film narra tre storie accumunate dal «risveglio da un torpore; [...] sono uomini come noi, ma hanno la fortuna di avere un'illuminazione», apprezzando la sceneggiatura e regia di Steigerwalt, trovando che «il suo cinema è altro dalla poetica di Matteo Rovere e Sydney Sibilia».
Lorenzo Ciofani del Cinematografo definisce il lungometraggio «delizioso», in cui si nota una regia che dimostra «un affetto sincero nei confronti dei suoi protagonisti e c’è molta empatia nel raccontare il loro percorso di accettazione delle difettosità», trovandolo per questo motivo «notevole, che rispetta personaggi e spettatori e offre loro la possibilità di una strada nuova». Davide Turrini del Il Fatto Quotidiano descrive il film come una «operetta minimalista, [...] dal tono generale sommessamente ironico, dove l’incomunicabilità invece di esplodere nel dramma si scioglie in timidi, solari sorrisi», che sebbene la regia «inquadra allo stesso identico modo tutti i protagonisti e non varia mai il ritmo del racconto», ne da «un ritratto di anime in scena tutte egualmente fragili».
Meno entusiasta la recensione di Chiara Zuccari di Sentieri selvaggi, la quale afferma che «l’aria di questo Settembre non si respira mai, chiuso su se stesso e i propri personaggi in inquadrature strette e primi piani» e in cui «le emozioni sembrano sempre ingabbiate, strozzate, i sentimenti rinchiusi dentro a cornici rigide che difficilmente riescono a suscitare empatia». In definitiva la giornalista afferma che Steigerwalt non mira a «un racconto di formazione, a una riflessione sui rapporti umani e di coppia, ma più che altro si orienti verso una narrazione corale di un vissuto quotidiano come tanti», rimanendo «incastrato sulla parola scritta e le soluzioni narrative».

## Riconoscimenti
- 2023 - David di Donatello[18]
  - Miglior regista esordiente a Giulia Steigerwalt
  - Migliore attrice protagonista a Barbara Ronchi
- 2022 - Nastro d'argento[19]
  - Miglior regista esordiente a Giulia Steigerwalt
  - Candidatura alla miglior commedia
  - Candidatura alla miglior attrice in un film commedia a Barbara Ronchi
  - Candidatura alla miglior attore in un film commedia a Fabrizio Bentivoglio
- 2022 - Bari International Film Festival[20]
  - Premio "Anna Magnani" alla miglior attrice protagonista a Barbara Ronchi

- 2022 - Bimbi Belli[21]
  - Miglior attrice protagonista a  Barbara Ronchi

- 2022 - Premio Kineo[22]
  - Miglior attrice protagonista a Barbara Ronchi

- 2022 - Ortigia Film Festival[23]
  - Miglior attrice protagonista a Barbara Ronchi

- 2022 - Saturnia Film Festival[24]
  - Miglior lungometraggio a Giulia Steigerwalt
  - Premio donne nel cinema a Giulia Steigerwalt